# القلزم (قرية)
القلزم إحدى قرى مركز شبين القناطر التابع لمحافظة القليوبية بجمهورية مصر العربية.

## التاريخ
قرية القلزم من القرى القديمة، حيث وردت باسم «القلزم» في أعمال القليوبية ضمن قرى الروك الناصري التي أحصاها ابن الجيعان في كتاب «التحفة السنية بأسماء البلاد المصرية». وفي العصر العثماني وردت باسم «القلزم» في التربيع العثماني الذي أجراه الوالي العثماني سليمان باشا الخادم في عصر السلطان العثماني سليمان القانوني ضمن قرى ولاية القليوبية، وفي تاريخ 1228هـ/1813م الذي عدّ قرى مصر بعد المسح الذي قام به محمد علي باشا باسم «القلزم» ضمن قرى مديرية القليوبية.

## السكان
بلغ عدد سكان القلزم 6,969 نسمة، حسب الإحصاء الرسمي لعام 2006.